# Clinton (Maine)
Clinton è un comune degli Stati Uniti d'America, situato nello Stato del Maine, nella Contea di Kennebec.